# Osmiini
Tribu
Les Osmiini sont une tribu d'insectes hyménoptères de la famille des Megachilidae. Elle comprend les genres suivants :
- Afroheriades Peters, 1970
- Ashmeadiella Cockerell, 1897
- Atoposmia Cockerell, 1935
- Chelostoma Latreille, 1809
- Haetosmia Popov, 1952
- Heriades Spinola, 1808
- Hofferia Tkalcu, 1984
- Hoplitis Klug, 1807
- Hoplosmia Thomson, 1872
- Noteriades Cockerell, 1931
- Ochreriades Mavromoustakis, 1956
- Osmia Panzer, 1806
- Othinosmia Michener, 1943
- Protosmia Ducke, 1900
- Pseudoheriades Peters, 1970
- Stenoheriades Tkalcu, 1984
- Stenosmia Michener, 1941
- Wainia Tkalcu, 1980
- Xeroheriades Griswold, 1986